# Cinc tribus civilitzades

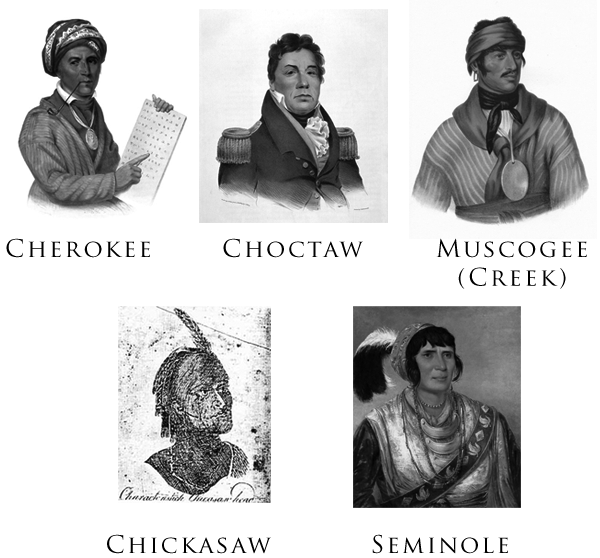
Galeria de les Cinc Tribus Civilitzades (retrats fets entre 1775 i 1850).

Les cinc tribus civilitzades foren les cinc nacions ameríndies (cherokees, chickasaw, choctaws, creek i seminoles) que els colons europeus consideraven civilitzades durant el període colonial i durant la primera època dels Estats Units independents, pel fet que havien anat adoptant molts costums europeus i, en general, mantenien unes bones relacions amb els seus veïns.

## Les cinc tribus

### Cherokees
Els cherokees es diuen ells mateixos tsa-la-gi (que es pronuncia "jaulagí") o a-ni-yv-wi-ya (que es pronuncia "ahkní yú uiyau", literalment: "poble principal"). El 1654, els powhatan els anomenaven rickahockan. El mot cherokee (pronunciat "xeroqui") pot ser que vingui originalment de la llengua franca choctaw, on la paraula cha-la-kee significa "els que viuen a les muntanyes", o chi-luk-ik-bi "els que viuen en coves". Els lenapes anomenaven als cherokees alligewi, fent referència al riu Allegheny.
Tant la Nació Cherokee (descendents dels deportats) com la Banda Unida Kituwa dels Indis Cherokees (emigrats a Oklahoma i Arkansas abans de la deportació) tenen la seva capital a la ciutat de Tahlequah (Oklahoma), mentre que la Banda Oriental dels Indis Cherokees, descendent d'un grup que va poder evitar la deportació a l'actual Oklahoma, ocupa un fragment de les seves terres ancestrals conegut com la Franja Qualla a l'oest de Carolina del Nord.

### Chickasaw
Els chickasaw vivien originalment al llarg del riu Tennessee, a l'oest de Huntsville (Alabama), i en algunes zones de Mississipi i Tennessee. Originaris de l'oest, es van traslladar a l'est del riu Mississipi molt abans de prendre contacte amb els colons europeus. Tot sembla indicar que van estar-se al nord-est de Mississipi des dels primers contactes amb els europeus fins a la deportació a Oklahoma, on ara hi viu la majoria. Estan relacionats amb els choctaws, que parlen una llengua semblant a la seva, ambdues integrants del grup occidental de les llengües muskogi. "Chickasaw" és com es pronuncia en anglès chikasha, que tant pot voler dir "rebel" com "el que ve de Chicsa". Els chickasaw es divideixen en dos grups: els "impsaktea" i els "intcutwalipa". A diferència d'altres tribus, que simplement van obtenir en concessió unes terres per altres, els chickasaw van rebre una compensació econòmica per part dels Estats Units d'Amèrica a canvi de les terres que van perdre a l'est del riu Mississipi. La Nació chickasaw és la tretzena tribu més gran reconeguda pel govern federal dels Estats Units.

### Choctaw
Els choctaw són originaris d'una regió situada entre Mississipi, Alabama i Louisiana. La llengua choctaw pertany al grup de les llengües muskogi. El mot choctaw, que també es pot dir chahta, chato, tchakta o chocktaw, potser ve de la paraula castellana chato, que significa "aplanat"; tanmateix, l'antropòleg John Swanton suggereix que pot ser el nom d'un antic cap de la tribu. Els primers exploradors espanyols, segons l'historiador Walter Williams, es van trobar amb els seus ancestres. Tot i que també hi ha petits grups choctaw repartits pel sud dels Estats Units, les seves principals organitzacions són la Nació Choctaw d'Oklahoma i la Banda del Mississipi dels Indis Choctaw.
| «                                                                                 | Celebro, germans meus, sentir-vos dir que voleu posar-vos a conrear la terra per mantenir les vostres famílies. Podeu estar segurs que així obtindreu més beneficis i amb menys esforç, fent créixer els ramats i les collites, i filant i teixint la roba, que caçant. Un petit tros de terra i una mica de feina us proporcionaran més provisions que la més exitosa de les caceres; i una dona farà més roba filant i teixint que un home caçant. Nosaltres no érem ahir molt diferents de vosaltres en aquesta terra. Tanmateix, mireu tot el que hem pogut multiplicar mitjançant la indústria i l'ús d'aquesta intel·ligència que vosaltres teniu en comú amb nosaltres. Seguiu el nostre exemple, doncs, germans, i nosaltres us ajudarem amb molt de gust... | » |
| — President Thomas Jefferson, Germans de la Nació Choctaw, 17 de desembre de 1803 | |   |

### Creek
Els creek també són coneguts pel seu nom original, els muscogee o muskogee, que és com es diuen ells mateixos actualment. Antigament, però es deien mvskoke. Els muscogee moderns viuen principalment a Oklahoma, Alabama, Geòrgia i Florida. Parlen una llengua de la família lingüística muskogi. La tribu dels seminoles està estretament emparentada amb els creek i parlen una altra llengua del mateix grup.
Les tribus creek reconegudes pel govern federal són: la Nació muscogi creek a Oklahoma, la Banda Poarch dels Indis Creek a Alabama, la Ciutat Tribal Alabama-Quassarte, la Ciutat Tribal Kialegee, la Ciutat Tribal Thlopthlocco i la Tribu Miccosukee d'Indis de Florida.

### Seminoles
Els seminoles són un poble mestís originat a Florida durant el segle xviii amb la barreja d'indis rebels i marginats dels estats de Geòrgia, Mississipi i Alabama, principalment d'origen creek, i afroamericans fugitius de l'esclavitud arribats des de Carolina del Sud i Geòrgia. Mentre que uns 3.000 seminoles van ser deportats a la força a Oklahoma, i se'ls va afegir més gent pel camí, aproximadament entre 300 i 500 seminoles es van quedar a lluitar per la seva llibertat als Everglades de Florida. Els Estats Units van perdre uns 1.500 soldats a les diverses guerres contra els seminoles, i aquests no es van rendir mai, de manera que els seminoles de Florida s'anomenen ells mateixos el "Poble mai conquerit". Actualment el govern federal té reconegudes la Nació Seminola d'Oklahoma i la Tribu Seminola de Florida.

## Història

### L'experiment decivilitzarels indis

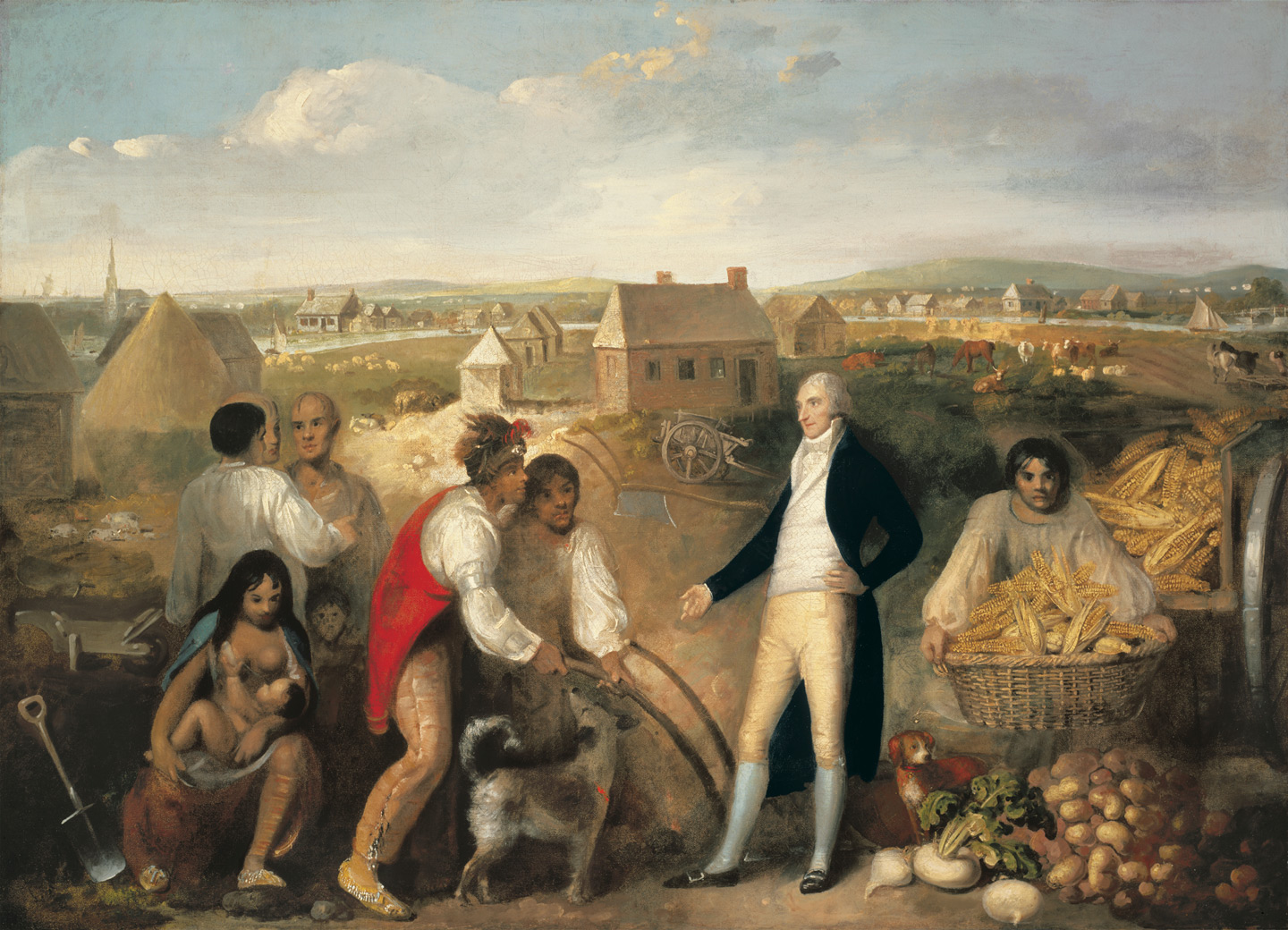
Benjamin Hawkins, a la seva plantació, ensenya un grup de creeks la tecnologia europea.

El primer president del país, George Washington, creia que els nadius americans eren iguals, però que les seves societats eren inferiors, i per això, junt amb el seu ministre de la guerra, Henry Knox, es van proposar la transformació cultural dels "nadius americans". La seva política engrescava el procés "civilitzador" dels indis. Thomas Jefferson va continuar el procés. L'historiador del temps d'Andrew Jackson Robert Remini va escriure: "creien que tan aviat com els indis adoptessin les pràctiques de la propietat privada, de la construcció de cases, de la ramaderia, de l'educació dels seus fills, i adoptessin el cristianisme, aquests nadius americans es guanyarien l'acceptació dels americans blancs". El pla de sis punts del president Washington incloïa una justícia imparcial per als indis, la regulació de les adquisicions de terres índies, la promoció del comerç, la promoció d'experiments per civilitzar o millorar la societat índia, la potestat del president de fer regals, i el càstig per als que violessin els drets dels indis. El govern va destinar agents, com Benjamin Hawkins, per viure entre els indis i per ensenyar-los, mitjançant l'exemple i la instrucció, com viure igual que els blancs. Les tribus del sud-est van adoptar la política de Washington amb l'establiment d'escoles, la seva reconversió en pagesos, l'adopció del cristianisme i la construcció de cases com les dels seus veïns colons. Els cherokee i els choctaw es van destacar especialment en la incorporació amb èxit de diversos aspectes de la cultura europea que ells mateixos van trobar que els podrien ser útils.
| «                                                      | Que diferent podria ser la sensació que tindria una ment filosòfica al comprovar que en lloc d'exterminar una part de l'espècie humana amb les nostres maneres de poblar, nosaltres hem perseverat per damunt de totes les dificultats i finalment hem impartit els nostres coneixements agrícoles i les arts als aborígens del país, de manera que les seves expectatives de vida futura i la seva felicitat s'han pogut preservar i augmentar! Però s'ha dit que civilitzar els indis de Nord-amèrica seria una tasca impossible, i aquesta opinió és potser més convenient que encertada. | » |
| — Henry Knox, Notes de Henry Knox a George Washington. | |   |

### La deportació a Oklahoma

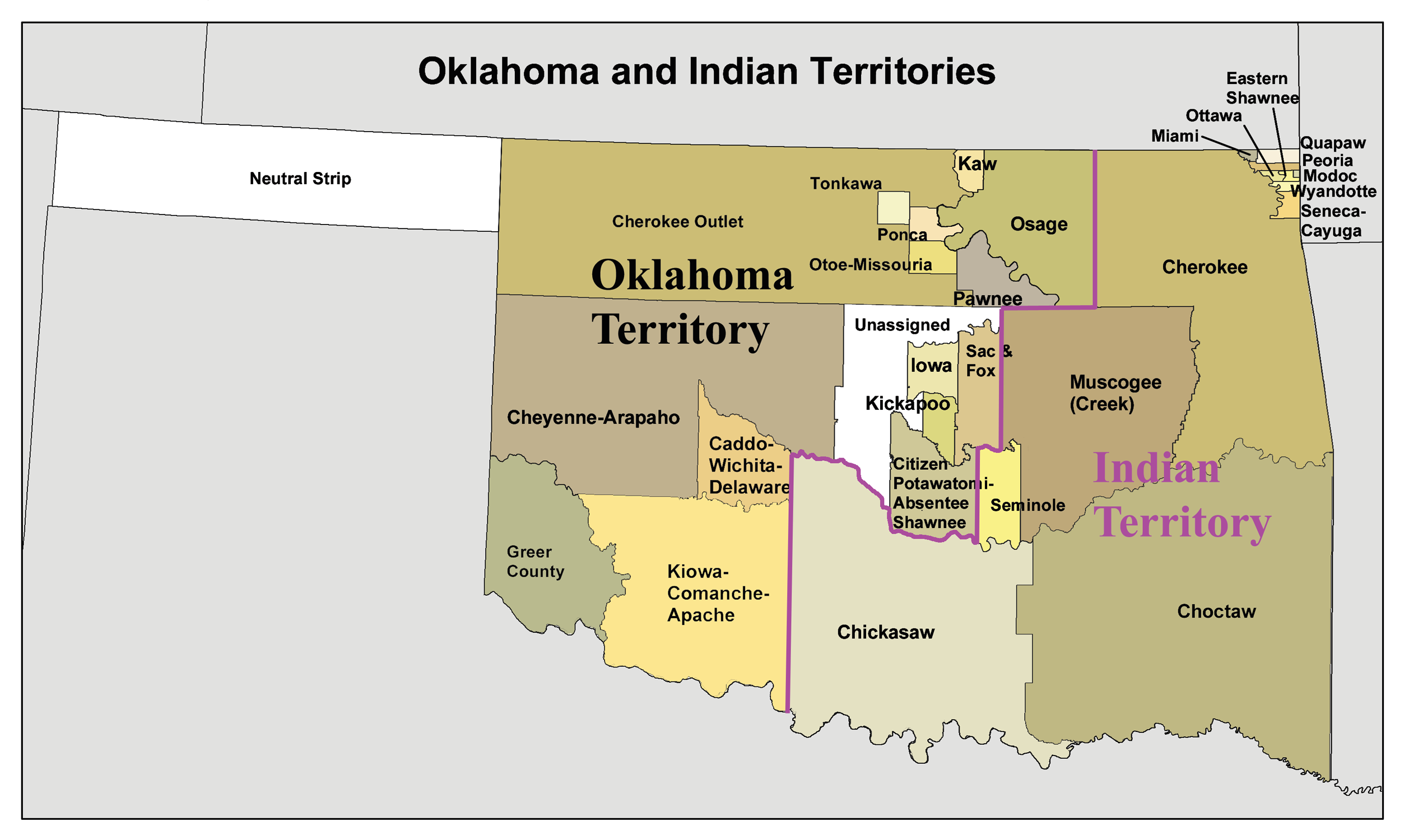
El Territori d'Oklahoma i el Territori Indi, ocupat per les cinc tribus, cap al 1890.

Les cinc tribus civilitzades vivien en els seus territoris originaris, a l'est del riu Mississippí, al sud-est dels Estats Units, fins que el govern federal les va obligar a marxar cap a altres zones del país, especialment al futur estat d'Oklahoma, dins de l'operació que coneixem com la Deportació dels indis dels Estats Units, una sèrie de deportacions emparades per la legislació federal que van durar diverses dècades. Foren reubicades, cada una en la seva pròpia parcel·la, en una terra que per això es va anomenar Territori Indi, i que es correspon aproximadament amb la meitat oriental de l'actual estat d'Oklahoma. La més desgraciada d'aquestes deportacions fou la del poble cherokee el 1838, que avui es coneix com el Camí de les Llàgrimes, segons la descripció que en va fer el seu cap, i que es va desencadenar quan el president Martin Van Buren va forçar aquella nació a signar el Tractat de New Echota, pel qual es bescanviaven les seves possessions històriques per una terra nova a l'oest.
Un cop arribats al Territori Indi, els indis de les cinc tribus civilitzades es van establir en ciutats com Tulsa, Ardmore, Tahlequah o Muskogee. Van portar amb ells els seus esclaus negres. El territori estava vigilat i envoltat per una sèrie de forts construïts pel govern federal. Cada tribu administrava lliurement la seva pròpia terra. Els cherokees van reprendre la publicació del seu periòdic, fundat a Geòrgia, mentre que els creek van dotar-se d'una constitució com qualsevol nació moderna. Totes cinc nacions van establir les seves escoles a cada poble i també centres d'ensenyament secundari, i també van reorganitzar les seves esglésies, on els pastors predicaven en la llengua pròpia. Alguns indis, fins i tot, van poder accedir a les Universitats americanes, on van poder fer estudis superiors.

### La Guerra de Secessió

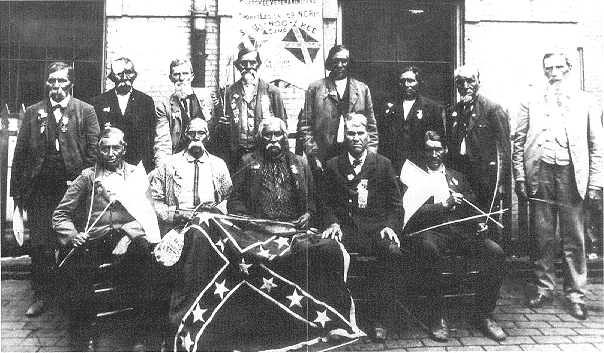
Reunió de veterans confederats cherokees a Nova Orleans, el 1903.

Durant la Guerra Civil dels Estats Units, aquestes tribus es van repartir entre els dos bàndols. Mentre els choctaw i els chickasaw van donar suport majoritàriament els sudistes, els creek i els seminoles van romandre majoritàriament lleials a la Unió, si bé no unànimement. En el cas dels cherokees, aquesta divisió es va portar a l'extrem de produir-se una veritable guerra civil interna a la tribu entre la majoria sudista i una minoria nordista.

### L'última traïció dels Estats Units
Un cop instal·lades les tribus al nou Territori Indi, el govern dels Estats Units els havia promès que les seves noves terres romandrien completament lliures de colons blancs, però alguns colons s'hi van establir pel seu compte impunement ja abans del 1893, quan el govern va obrir a la colonització un territori que abans havia concedit als cherokee, mitjançant el que es coneix com les Curses per la terra d'Oklahoma (Oklahoma Land Run), una autèntica sèrie de curses dels colons per ocupar les millors terres dels indis i apropiar-se-les sota la protecció del govern. El 1907, el Territori d'Oklahoma a l'oest i el Territori Indi a l'est es van fusionar per constituir el nou Estat d'Oklahoma. Malgrat tot, el conjunt de les cinc tribus civilitzades té actualment una presència en aquell estat encara més gran que en els temps del Territori Indi, tot i no ser propietàries ni sobiranes de la terra.

## Un qualificatiu controvertit
El qualificatiu de "civilitzades", tal com s'aplica en aquest cas, ha estat considerat, en diversos contextos i èpoques, insultant o degradant pel fet que dona a entendre que les altres nacions ameríndies eren "no civilitzades", i que aquestes cinc tribus s'havien guanyat la nota de "civilitzades" només pel fet d'haver acceptat àmpliament les maneres de fer de la societat d'origen europeu, és a dir, per haver-se "occidentalitzat", renunciant definitivament a les essències de la seva cultura ancestral. Aquest concepte de "civilització" va ser internalitzada pels mateixos membres de les cinc nacions, que se l'aplicaven a ells mateixos sense cap complex.

## Personalitats
Dos grans músics afroamericans, el saxofonista Charlie Parker i el guitarrista Jimi Hendrix, tenen en comú que les seves mares pertanyien a les cinc tribus civilitzades, la primera d'ascendència choctaw, la segona cherokee.
L'astronauta John Herrington és un indi chickasaw.